# Procladius paludicola
Procladius paludicola är en tvåvingeart som beskrevs av Frederick Askew Skuse 1889. Procladius paludicola ingår i släktet Procladius och familjen fjädermyggor. Inga underarter finns listade i Catalogue of Life.